# Trond Henriksen
Trond Børge Henriksen (Trondheim, 28 aprile 1964) è un allenatore di calcio ed ex calciatore norvegese, di ruolo difensore.

## Caratteristiche tecniche
È stato un terzino da grande temperamento, dimostrato dal fatto che detiene il record di cartellini gialli nella storia del Rosenborg, con 29. Proprio per questo, fu soprannominato Rambo.

## Carriera

### Giocatore

#### Club
Giocò per il Rosenborg dal 1983 al 1993.

### Allenatore
Dopo aver appeso gli scarpini al chiodo, lavorò come postino. Tornò poi al Rosenborg, per allenarne prima le giovanili e poi la prima squadra (seppur a titolo temporaneo).

## Palmarès

### Giocatore

#### Club
- Campionato norvegese: 5

Rosenborg: 1985, 1988, 1990, 1992, 1993
- Coppa di Norvegia: 3

Rosenborg: 1988, 1990, 1992